# OU812
| 평가 점수                          | 평가 점수 |
| 출처                               | 점수      |
| ---------------------------------- | --------- |
| AllMusic                           | [ 4 ]     |
| Christgau's Record Guide: The '80s | C         |
| Collector's Guide to Heavy Metal   | 6/10      |
| Kerrang!                           | [ 7 ]     |
| Rolling Stone                      | [ 8 ]     |

《OU812》("Oh You Ate One Too"로 발음됨)는 1988년 5월 23일에 발매된 미국의 하드 록 밴드 반 헤일런의 여덟 번째 스튜디오 음반이며, 두 번째로는 보컬리스트 새미 헤이거가 나온다. 반 헤일런은 1987년 9월, 음반 작업을 시작해 발매 한 달 전인 1988년 4월, 음반을 완성했다.
전작인 《5150》과 마찬가지로 《OU812》는 빌보드 200 차트에서 1위를 기록했는데, 이는 이 밴드의 4연속 1위 스튜디오 음반 중 두 번째이다. 빌보드 핫 100 톱 40 싱글 4곡 (〈Black and Blue〉 (34위), 〈Finish What Ya Started〉 (13위), 〈When It's Love〉 (5위), 그리고 〈Feel So Good〉 (35위)에 자극을 받아 음반은 결국 400만 장 이상 팔렸다.
이 음반은 2023년 10월 6일, 《The Collection II》의 일부로 돈 랜디에 의해 리마스터되었고, 헤이거와 함께한 4장의 스튜디오 음반과 이 시대의 희귀한 8장의 추가 음반이 발매되었다.

## 제작
《5150》 투어가 끝나자 에디 반 헤일런은 그가 작업해 온 몇 개의 리프를 가지고 있었고 새미 헤이거는 "내가 생각하고 써왔던 수많은 가사를 수첩에 담았다"고 해서 그들은 곧 다른 음반을 작업하기로 결정했다. 이 음반은 반 헤일런이 작사, 퍼포먼스, 랜디가 녹음한 것을 인정하지만, 헤이거에 따르면 "그 밴드는 우리 스스로 음반을 프로듀싱했습니다. 그리고 우리는 프로듀서가 아니었어요. 우리가 아이디어를 가지고 들어가서, 모든 사람들에게 무엇을 해야 하는지 말해주고, 통제권을 가져갔다는 점에서요. 그냥 프로듀서가 없었을 뿐이죠." 음반에 수록된 유일한 커버곡인 리틀 피트의 〈A Apolitical Blues〉는 엔지니어들이 반 헤일런의 버전을 녹음하기 위해 같은 설정을 사용했을 정도로 전 반 헤일런 프로듀서 테드 템프먼과 랜디가 함께 한 곡이기도 하다.
헤이거가 스튜디오로 데려왔을 때 에디는 알렉스 반 헤일런과 함께 녹음한 피아노와 드럼 데모를 보여주었고, 이 데모는 곧 밴드가 〈When It's Love〉라는 곡으로 발전했다. 헤이거는 가사보다 음악적인 부분이 더 빨리 끝났기 때문에 몇 주간의 휴가를 얻어 카보산루카스에 있는 멕시코의 집으로 가서 더 많은 노래를 작업했다. 그곳에서 그는 〈Make It Last〉의 멜로디를 빌려온 〈Cabo Wabo〉라는 곡의 영감을 찾았다. 이 곡은 그의 이전 밴드인 몬트로즈를 위해 작곡된 헤이거의 노래였고, 후에 이 도시의 헤이거의 나이트클럽이라는 이름을 붙였다. 마지막으로 개발된 곡은 에디와 헤이거가 하룻밤 늦게 작곡한 〈Finish What Ya Started〉이다. 하지만, 헤이거가 그의 보컬을 녹음한 마지막 트랙은 가사에 대해 확신이 서지 않았기 때문에 최종 음반 오프너인 〈Mine All Mine〉이었다. 〈Mine All Mine〉에 대한 더 깊은 형이상학적 가사는 7번 다시 쓰여졌는데, 헤이거는 "내 인생에서 처음으로 나를 때리고, 다치게 하고, 벌을 주고, 실질적으로 창문으로 물건을 던져 가사를 쓰려고 했다."라고 말했다. 〈Source of Infection〉는 에디가 1988년 4월, 호주 휴가 중 뎅기열로 입원해 밸러리 버티넬리와의 결혼 7주년을 기념하는 내용을 담은 곡이었다.
작업 제목은 알렉스가 싫어했던 《Bone》이었다. 그러자 헤이거는 고속도로에서 배달 트럭 옆에서 이것을 보고 재미있다는 것을 알게 된 후, 《OU812》를 결정했다(그러나 그 제목이 데이빗 리 로스의 1986년 솔로 음반 《Eat 'Em and Smile》의 제목에 대한 위장된 응답이었다는 것은 계속된다). OU812는 그가 떠날 때 "코미디 하우스"에서 치치에게 준 자동차의 번호판에 있는 《넥스트 무비》(1980년)에서 볼 수 있다. 그것은 또한 택시 운전사들이 TV 시트콤 《택시》(1978년~1983년)에서 사용했던 공중전화를 장착한 시더블록 기둥에 낙서를 했다. 이 음반의 앞면 커버는 《With the Beatles》의 고전 커버에 대한 찬사다. 커버는 블루 치어의 《Vincebus Eruptum》(1968년)과 킹 크림슨의 《Red》(1974년)와도 비슷하다.
뒷면 커버의 곡 목록은 일부 발매의 순서가 아니라 알파벳 순서로 배열되어 있다.
이 음반은 1986년 12월 9일, 66세의 나이로 사망한 에디와 알렉스의 아버지 잔에게 헌정된 것이다. 이 음반의 내막에는 "This one's for you, Pa"라는 문구가 포함되어 있다. 얀은 이전에 반 헤일런의 1982년 음반 《Diver Down》에서 〈Big Bad Bill (Is Sweet William Now)〉이라는 곡에서 클라리넷을 연주하는 모습을 보였다.

## 곡 목록
모든 곡들은 특별한 언급이 없는 한 새미 헤이거, 에디 반 헤일런, 알렉스 반 헤일런 그리고 마이클 앤서니에 의해 작사/작곡하였다.
| #  | 제목                         | 재생 시간 |
| -- | ---------------------------- | --------- |
| 1. | 〈Mine All Mine〉            | 5:11      |
| 2. | 〈When It's Love〉           | 5:36      |
| 3. | 〈A.F.U. (Naturally Wired)〉 | 4:28      |
| 4. | 〈Cabo Wabo〉                | 7:04      |

| #  | 제목                       | 재생 시간 |
| -- | -------------------------- | --------- |
| 5. | 〈Source of Infection〉    | 3:58      |
| 6. | 〈Feels So Good〉          | 4:27      |
| 7. | 〈Finish What Ya Started〉 | 4:20      |
| 8. | 〈Black and Blue〉         | 5:24      |
| 9. | 〈Sucker in a 3 Piece〉    | 5:52      |

| #   | 제목                                    | 작사·작곡 | 재생 시간 |
| --- | --------------------------------------- | --------- | --------- |
| 10. | 〈A Apolitical Blues〉 (리틀 피트 커버) | 로웰 조지 | 3:50      |

## 인증
| 국가                       | 인증        | 판매량/출하량 |
| -------------------------- | ----------- | ------------- |
| 영국 (BPI)                 | 실버        | 60,000^       |
| 미국 (RIAA)                | 4× 플래티넘 | 4,000,000^    |
| ^출하량을 기반으로 한 인증 |             |               |